# Another Grey Area
Another Grey Area är ett musikalbum av Graham Parker, lanserat 1982. Albumet var Parkers första som han spelade in utan gruppen The Rumour. Albumet producerades av Jack Douglas, och på skivan medverkar musiker som Nicky Hopkins (piano), Hugh McCracken (gitarr), och Billy Joels långvarige basist Doug Stegmeyer. Skivan blev en medioker försäljningsframgång, och i Storbritannien blev den hans hittills sista listnotering på albumlistan. Låten "Temporary Beauty" som släpptes som singel nådde plats 50 på brittiska singellistan. I Skandinavien däremot sålde albumet bättre.

## Låtlista
(alla låtar av Graham Parker)
1. "Temporary Beauty" - 3:54
2. "Another Grey Area" - 3:01
3. "No More Excuses" - 4:31
4. "Dark Side of the Bright Lights" - 3:38
5. "Can't Waste a Minute" - 3:30
6. "Big Fat Zero" - 2:47
7. "You Hit the Spot" - 3:31
8. "It's All Worth Nothing Alone" - 4:05
9. "Crying for Attention" - 4:07
10. "Thankless Task" - 4:13
11. "Fear Not" - 3:30

## Listplaceringar
- Billboard 200, USA: #52
- UK Albums Chart, Storbritannien: #40[1]
- VG-lista, Norge: #27[2]
- Topplistan, Sverige: #4[3]